# Johnny Robinson
Pro Football Hall of Fame 2019
(en) Statistiques sur pro-football-reference
Johnny Nolan Robinson né le 9 septembre 1938 à Delhi dans l'État de la Louisiane, est un américain, joueur de football américain, ayant évolué au poste de safety.
Au niveau universitaire, il joue pour les Tigers de l'université d'État de Louisiane (LSU).
Il passe ensuite professionnel et effectue toute sa carrière au sein de la franchise des Texans de Dallas / Chiefs de Kansas City membre de l'American Football League (AFL) devenue par la suite la National Football League (NFL).
Avec dix interceptions effectuées en 1966 et 1970, il établit respectivement les records de l'AFL et de la NFL. Il totalise 57 interceptions en carrière professionnelle.
Robinson devient, en 2019, le neuvième membre de l'équipe des Chiefs (y compris l'entraîneur principal Hank Stram (en)) ayant remporté le Super Bowl IV à être intronisé au Pro Football Hall of Fame.

## Jeunesse
Johnny Robinson pratique le football américain, le tennis et le baseball au lycée. Il évolue comme titulaire au poste de fullback dès sa première année à la University High School de Baton Rouge dans l'État de la Louisiane.
Robinson et son frère aîné, Tommy remportent le championnat national junior de tennis masculin à U-High de LSU, où leur père, Dub Robinson, fut entraîneur de tennis pendant quarante ans.
Il est intronisé au Louisiana Sports Hall of Fame en 1984.

## Carrière universitaire
Robinson s'engage avec l'équipe de football américain des Tigers de l'université d'État de Louisiane avec qui il remporte le  championnat NCAA de football américain 1958,.
Toujours à LSU, il remporte en simple et en double (avec son frère), le titre de champion de tennis de la Southeastern Conference (SEC).

## Carrière professionnelle
Robinson est sélectionné en troisième choix global lors du 1er tour de la draft de l'American Football League (AFL) en 1960 par les Texans de Dallas (renommés Chiefs de Kansas City en 1963). Il est également choisi au premier tour (en 3e choix global) par les Lions de Detroit lors de la draft 1960 de la NFL (en).
En 1962, il fait partie de l'équipe des Texans qui bat, après deux prolongations (20 à 17), les Oilers de Houston, double champions de l'AFL. Ce match de championnat de ligue de football américain professionnel fut le plus long jamais disputé.
Il joue le Super Bowl I en 1967 ainsi que le Super Bowl IV. Lors de ce match, les Chiefs considérés comme les outsiders, battent les Vikings du Minnesota 23 à 7. Vers la fin de la première mi-temps, Robinson récupère un fumble de Minnesota. Il effectue ensuite en deuxième mi-temps une interception permettant aux Chiefs à s'assurer la victoire.
Au cours de ses deux premières années en AFL, Robinson joue comme flanker en l'attaque, gagnant 658 yards en 150 courses et 1 228 yards en 77 réceptions tout en inscrivant un total de quinze touchdowns. Il est déplacé au poste de safety après sa deuxième année et y reste pendant les dix dernières années de sa carrière professionnelle. Son dernier match a lieu le jour de Noël 1971 (défaite des Chiefs 24 à 27 contre les Dolphins de Miami après 22 minutes et 40 secondes de prolongation). Une blessure encourue lors de ce match met fin à sa carrière. Ce match reste, en 2019, le plus long match jamais joué de l'histoire de la NFL. C'est aussi le dernier des Chiefs au Municipal Stadium de Kansas City dans le Missouri.
Après douze années dans le football professionnel, Robinson prend sa retraite pendant l'été 1972 avant le camp d'entraînement.

## Honneurs
Robinson est sélectionné à sept reprises dans l'équipe-type de l'All-AFL / All-Pro et à trois reprises dans la seconde équipe.
Il joue le Super Bowl IV avec trois côtes cassées.
Membre de l'American Football League All-Time Team (en), il est un des vingt joueurs à avoir fait partie de l'AFL pendant ses dix années d'existence.
Il est intronisé au Pro Football Hall Of Fame en février 2019.

## Statistiques

### NCAA
| Année  | Équipe        | Statut | MJ |     | Courses | Courses | Courses | Courses |       | Passes réceptionnées | Passes réceptionnées | Passes réceptionnées | Passes réceptionnées |
| Année  | Équipe        | Statut | MJ | Nb. | Yards   | Moy.    | TD      | Nb.     | Yards | Moy.                 | TD                   |                      |                      |
| 1957   | Tigers de LSU | SO     | 10 | 22  | 97      | 4,4     | 2       | 4       | 37    | 9,3                  | 2                    |                      |                      |
| 1958   | Tigers de LSU | JR     | 10 | 86  | 480     | 5,6     | 5       | 14      | 205   | 14,6                 | 5                    |                      |                      |
| 1959   | Tigers de LSU | SR     | 10 | 84  | 316     | 3,8     | 1       | 16      | 181   | 11,3                 | 5                    |                      |                      |
| Totaux | Totaux        | Totaux | 30 | 192 | 893     | 4,7     | 8       | 34      | 423   | 12,4                 | 12                   |                      |                      |

### NFL

#### Saison régulière
| Année  | Équipe           | MJ     |     | Passes réceptionnées | Passes réceptionnées | Passes réceptionnées | Passes réceptionnées |       | Courses | Courses | Courses | Courses |
| Année  | Équipe           | MJ     | Nb. | Yards                | Moy.                 | TD                   | Nb.                  | Yards | Moy.    | TD      |         |         |
| 1960   | Texans de Dallas | 14     | 41  | 611                  | 14,9                 | 4                    | 98                   | 458   | 4,7     | 4       |         |         |
| 1961   | Texans de Dallas | 14     | 35  | 601                  | 17,2                 | 5                    | 52                   | 200   | 3,8     | 2       |         |         |
| 1962   | Texans de Dallas | 14     | 1   | 16                   | 16,0                 | 0                    | 0                    | 0     | 0       | 0       |         |         |
| Totaux | Totaux           | Totaux | 77  | 1 228                | 15,9                 | 9                    | 150                  | 658   | 4,4     | 6       |         |         |

| Année  | Équipe                | MJ     |       | Plaquages | Plaquages | Plaquages | Plaquages |       | Interceptions | Interceptions | Interceptions | Interceptions |  | Fumbles | Fumbles |
| Année  | Équipe                | MJ     | Total | Seul      | Ast.      | Sacks     | Nb.       | Yards | Déf.          | TD            | Nb.           | Rec.          |  |         |         |
| 1962   | Texans de Dallas      | 14     | -     | -         | -         | -         | 4         | 25    | 0             | 0             | 0             | 0             |  |         |         |
| 1963   | Chiefs de Kansas City | 14     | -     | -         | -         | -         | 3         | 41    | 0             | 0             | 0             | 0             |  |         |         |
| 1964   | Chiefs de Kansas City | 10     | -     | -         | -         | -         | 2         | 17    | 0             | 0             | 0             | 0             |  |         |         |
| 1965   | Chiefs de Kansas City | 14     | -     | -         | -         | -         | 5         | 99    | 0             | 0             | 0             | 0             |  |         |         |
| 1966   | Chiefs de Kansas City | 14     | -     | -         | -         | -         | 10        | 136   | 0             | 1             | 0             | 0             |  |         |         |
| 1967   | Chiefs de Kansas City | 14     | -     | -         | -         | -         | 5         | 17    | 0             | 0             | 0             | 3             |  |         |         |
| 1968   | Chiefs de Kansas City | 14     | -     | -         | -         | -         | 6         | 40    | 0             | 0             | 0             | 2             |  |         |         |
| 1969   | Chiefs de Kansas City | 14     | -     | -         | -         | -         | 8         | 158   | 0             | 0             | 0             | 0             |  |         |         |
| 1970   | Chiefs de Kansas City | 14     | -     | -         | -         | -         | 10        | 155   | 0             | 0             | 0             | 1             |  |         |         |
| 1971   | Chiefs de Kansas City | 14     | -     | -         | -         | -         | 4         | 53    | 0             | 0             | 0             | 0             |  |         |         |
| Totaux | Totaux                | Totaux | -     | -         | -         | -         | 57        | 471   | 0             | 1             | 0             | 6             |  |         |         |

#### Playoffs
| Année  | Équipe                | MJ     |       | Plaquages | Plaquages | Plaquages | Plaquages |       | Interceptions | Interceptions | Interceptions | Interceptions |  | Fumbles | Fumbles |
| Année  | Équipe                | MJ     | Total | Seul      | Ast.      | Sacks     | Nb.       | Yards | Déf.          | TD            | Nb.           | Rec.          |  |         |         |
| 1962   | Texans de Dallas      | 1      | -     | -         | -         | -         | 2         | 50    | 0             | 0             | 0             | 0             |  |         |         |
| 1966   | Chiefs de Kansas City | 2      | -     | -         | -         | -         | 1         | 72    | 0             | 0             | 0             | 0             |  |         |         |
| 1969   | Chiefs de Kansas City | 3      | -     | -         | -         | -         | 1         | 9     | 0             | 0             | 0             | 1             |  |         |         |
| Totaux | Totaux                | Totaux | -     | -         | -         | -         | 4         | 131   | 0             | 0             | 0             | 1             |  |         |         |